# Томас Рідлі
Томас Рідлі (1799 - 20 березня 1879) - купець і політичний діяч у Ньюфаундленді. Він представляв місто Консепшн-Бей у Палаті народних зборів Ньюфаундленду і Лабрадору з 1842 по 1848 рік.
Він народився в Англії або Ірландії і приїхав до Ньюфаундленду близько 1820 року, щоб працювати на свого дядька Вільяма Беннета, пізніше ставши його партнером у фірмі Bennett and Ridley. Разом з партнером він заснував компанію «Thomas Ridley and Company», яка займалася постачанням рибальських товарів, у місті Гарбор Грейс; пізніше фірма була перейменована на «Ridley and Sons». Він був членом Виконавчої ради з 1843 по 1848 рік.  Восени 1870 року новина про те, що «Ridley and Sons» опинилися в скрутному становищі, стала шоком як для кредиторів, так і для багатьох рибалок, які залежали від них у питаннях зимових запасів. Незважаючи на зусилля, спрямовані на збереження бізнесу, у 1873 році «Ridley and Sons» були оголошені неплатоспроможними. Вони продалися родині Маннів. Рідлі повернувся до Англії і помер у Верхньому Тутінгу, графство Суррей, у 1879 році.